# Semiaquilegia
Semiaquilegia es un género de plantas con flores con 9 especies perteneciente a la familia Ranunculaceae. Se distribuyen por China, Japón y Corea.
Es una planta herbácea perenne con raíz tuberosa. Las hojas son basales y caulinas, compuestas. Las flores son actinomorfas, en inflorescencias terminales, con 5 sépalos petaloides y 5 pétalos con 8-14 estambres y anteras amarillas. Las semillas de color marrón oscuro son muy rugosas.

## Especies seleccionadas
- Semiaquilegia adoxoides
- Semiaquilegia dauciformis
- Semiaquilegia eastwoodiae
- Semiaquilegia ecalcarata
- Semiaquilegia henryi